# Villandry
 Villandry  es una población y comuna francesa, situada en la región de  Centro, departamento de Indre y Loira, en el distrito de Tours y cantón de Ballan-Miré.

## Demografía
| 588 | 610 | 679 | 742 | 776 | 920 |
| Para los censos de 1962 a 1999 la población legal corresponde a la población sin duplicidades (Fuente: INSEE [Consultar]) |     |     |     |     |     |